# Lyne de Souza
Pour les articles homonymes, voir Souza.
Ne doit pas être confondue avec la chanteuse Linda de Suza.
Marie Émilienne Caisson dite Lyne de Souza, née le 24 février 1914 à Nice et morte le 3 octobre 1991 à Aurillac, est une actrice et une artiste de music-hall française. 
Élue Miss Côte d'Azur 1931, puis Miss France 1932, elle fut la 8e Miss France.

## Biographie
Fille de Me Alexandre Caisson, avocat niçois,, maire de Mouans-Sartoux et de Marie de Souza-Barros, Lyne de Souza est aussi la petite-cousine du compositeur Gabriel Fauré.
Le 26 avril 1933, à Paris (17e), elle épouse le docteur Gaston Simounet député-maire de Bergerac (1878-1944).

## Election
Lyne de Souza est élue Miss France le 19 décembre 1931 par 20 voix sur 23 parmi les candidates réunies dans les salons du journal Comœdia à Paris. Le jury était présidé par Paul Chabas et Maurice de Waleffe. 
Le 31 juillet 1932, elle participe à l'élection de Miss Univers, à Spa.

## Filmographie
- 1934 : Trois de la marine de Charles Barrois : Fifi
- 1935 : Arènes joyeuses de Karl Anton